# Mirabilicoxa plana
Mirabilicoxa plana är en kräftdjursart som beskrevs av Robert Raymond Hessler 1970. Mirabilicoxa plana ingår i släktet Mirabilicoxa och familjen Desmosomatidae. Inga underarter finns listade i Catalogue of Life.